# Calliphora tianshanica
Calliphora tianshanica este o specie de muște din genul Calliphora, familia Calliphoridae, descrisă de Boris Borisovitsch Rohdendorf în anul 1962. Conform Catalogue of Life specia Calliphora tianshanica nu are subspecii cunoscute.